# Chołodna Bałka
Chołodna Bałka – wieś na Ukrainie, w obwodzie odeskim, w rejonie odeskim. W 2001 roku liczyła 2606 mieszkańców.